# Liza Snyder
Liza Snyder (ur. 20 marca 1968 w Northampton, Massachusetts) – amerykańska aktorka telewizyjna i filmowa, znana najbardziej z roli Christine Hughes w sitcomie CBS Tak, kochanie (2000–2006).